# James Crawford (piłkarz)
James M. Crawford (ur. 21 maja 1904 w Glasgow, zm. 30 kwietnia 1976) – szkocki piłkarz grający na pozycji prawoskrzydłowego. Olimpijczyk z Berlina.
Był jednym z ostatnich amatorów, którzy zagrali w pierwszej reprezentacji Szkocji. Debiutował w niej 19 września 1931 w meczu z Irlandią Północną, ostatni raz zagrał dwa lata później. Łącznie rozegrał pięć spotkań. Przez całą karierę związany był z klubem Queen’s Park F.C. W 1936 znalazł się w kadrze Wielkiej Brytanii na igrzyska olimpijskie i w turnieju wystąpił w obu spotkaniach rozegranych przez tę reprezentację.